# Terschelling
Terschelling (fríz nyelven Skylge, helyi nyelvjárásban Schylge) sziget és község, azaz alapfokú közigazgatási kerület Hollandia északi partjai mellett, Frízföld tartományban, a Watt-tenger és az Északi-tenger között. A Nyugati-Fríz-szigetek közül délről a harmadik. Hossza harminc, szélessége mindössze négy kilométer. Délnyugati részén tizenöt település fekszik, a legnagyobb a kerület székhelye, West-Terschelling, ahol a lakosság több mint fele él. A sziget északi és keleti része gyakorlatilag lakatlan.
A falvak (zárójelben a fríz név): West-Terschelling (West-Skylge), Midsland (Midslân), Hoorn (Hoarne), Formerum (Formearum), Lies, Oosterend (Aasterein), Baaiduinen, Hee, Horp, Kaart, Kinnum, Landerum, Midsland aan Zee, Seerijp (Stryp), West aan Zee.
A szigetre komppal lehet átkelni Harlingen városából. A fő jövedelemforrás a turizmus, a nyári hónapokban több ezren látogatják. Terschelling nagy része természetvédelmi terület.

## Történet
Az első települések 850 körül jelentek meg, ekkor egy kis fatemplom épült egy dombon a mai Seerijp közelében. A dombot később temetőként használták és ma is „seerijpi templomudvar”-ként emlegetik.
Terschelling mai alakja a középkorban alakult ki egy „de Schelling”-nek nevezett homokos fövenyből és Wexalia szigetéből (a mai sziget keleti része). A Wexalia név a középkor végén feledésbe merült, utoljára 1482-ben említik egy Folkerus Reijner Popma terschellingi uralkodó és IV. Eduárd angol király között létrejött szerződésben.
Bizonyos feszültségek jöttek létre a sziget nyugati részén tengerészek és a keleti földművesek között. Ez odáig vezetett, hogy 1612-ben felosztották a szigetet két önálló politikai egységre, Nyugat-és Kelet-Terschellingre. Az egyesülést csak a francia megszállás hozta el a XIX. század elején.
1666-ban Nyugat-Terschellinget kirabolták az angolok. Az angol flotta eredetileg a holland kereskedelmi flottát akarta megtámadni, ami a szomszéd sziget, Vlieland előtt horgonyzott. Amikor a holland hajók visszavonultak Terschelling felé, az angolok követték őket, megsemmisítettek 150 holland hajót, kikötöttek West-Terschellingben, és felégették a várost. Az eset később „Holmes máglyája” néven híresült el, az angol tengernagy neve után. Egy évvel később a hollandok Michiel de Ruyter admirális vezetése alatt felhajóztak a Temzén és erős csapást mértek az angol hajóhadra, pontot téve ezzel a második angol–holland háború végére.

## A zászló
A sziget zászlaját 1847 óta használják. Az öt színhez – amelyek egyébként azonosak a címer színeivel – szimbolikus értelmet kapcsolnak: a vörös a háztetők cserepeit, a kék az eget, a sárga a tengerparti homokot, a zöld a növényzetet, a fehér a tenger habjait jelképezi. Más értelmezés szerint a fehér szín szimbolizálja a homokot, a sárga pedig a homokban termő buckafüvet. Egy iskolai mondóka rímbe is foglalja ezt a hagyományt:
| Frízül                            |                                          | Hollandul                    |  | Magyar fordításban |
| Reade wolken                      | Rood zijn de daken                       | Vörös tetőcserepek           |  |                    |
| Blaue lucht                       | Blauw is de lucht                        | Kék az ég                    |  |                    |
| Gele helmen                       | Geel zijn de helmen                      | Sárgák a dűnék               |  |                    |
| Griën ges                         | Groen is het gras                        | Zöld a fű                    |  |                    |
| Wyt sân                           | Wit is het zand                          | Fehér a homok                |  |                    |
| Dat is ’t wapen fan Schylgeralân. | Dit zijn de kleuren van Schellingerland. | Mindez együtt: Terschelling. |  |                    |

## Nyelv
Az apró sziget három különböző nyelvjárással büszkélkedhet: West-Terschelling nyelve a westers (nyugati), a keleti falvaké az aasters (keleti), amelyek fríz nyelvjárások. A középső településeken, Midsland falu körül egy holland dialektust beszélnek. A terschellingi fríz dialektusok elszigetelt voltuk miatt számos olyan szót őriznek, amelyek a szárazföldi frízből már kivesztek.
A holland nyelv egyre inkább háttérbe szorítja a nyelvjárásokat. A falvak nevei hivatalosan hollandul használatosak, a helynévtáblákon is csak ezek szerepelnek. Ezt a hatást, ami a kikötővel rendelkező West-Terschellingben érezhető leginkább, a turizmus is erősíti.

## Nevezetességek
Terschelling jelképe a Brandaris, az 1594-ben épült west-terschellingi világítótorony, ami az egyik legöregebb világítótorony Hollandiában, és az egyik azon kevés épületek közül, amelyek átvészelték az 1666-os angol támadást.
A szigeten született Willem Barentsz, a tengerész és felfedező, a Barents-tenger névadója. A nevét viseli az itt működő tengerészeti iskola (1875 óta).
Fontos esemény az 1982 óta minden nyáron megrendezett Oerol Fesztivál (helyi nyelvjárásban: átfogó, mindent magában foglaló). Ilyenkor több napon keresztül színházi előadások, koncertek és kiállítások láthatók, egy évente változó mottóhoz igazodva.